# Käthe Hyan

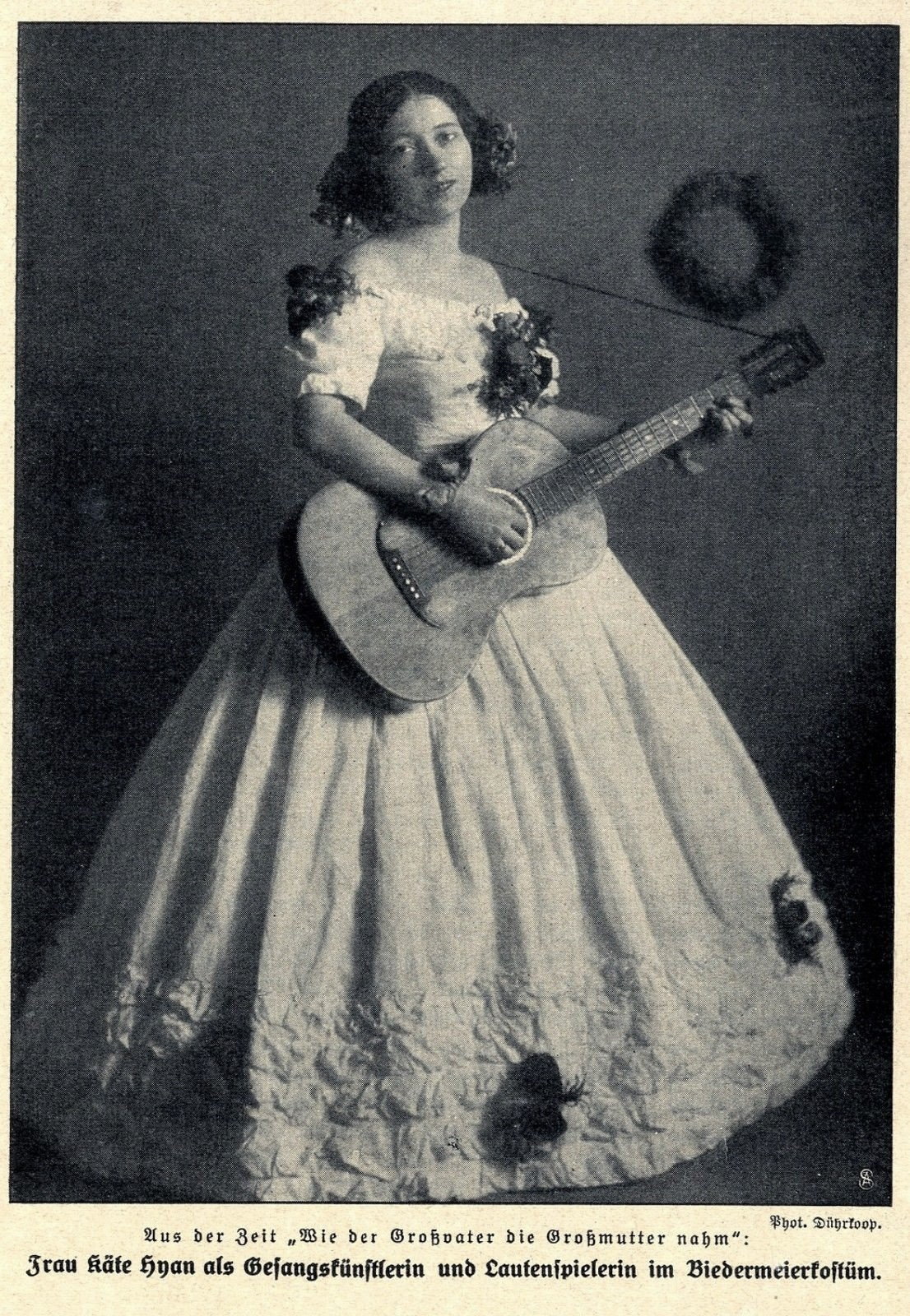
Rudolf Dührkoop: Käthe Hyan

Käthe Hyan in ihrer Szene Aus alter Zeit (1911)

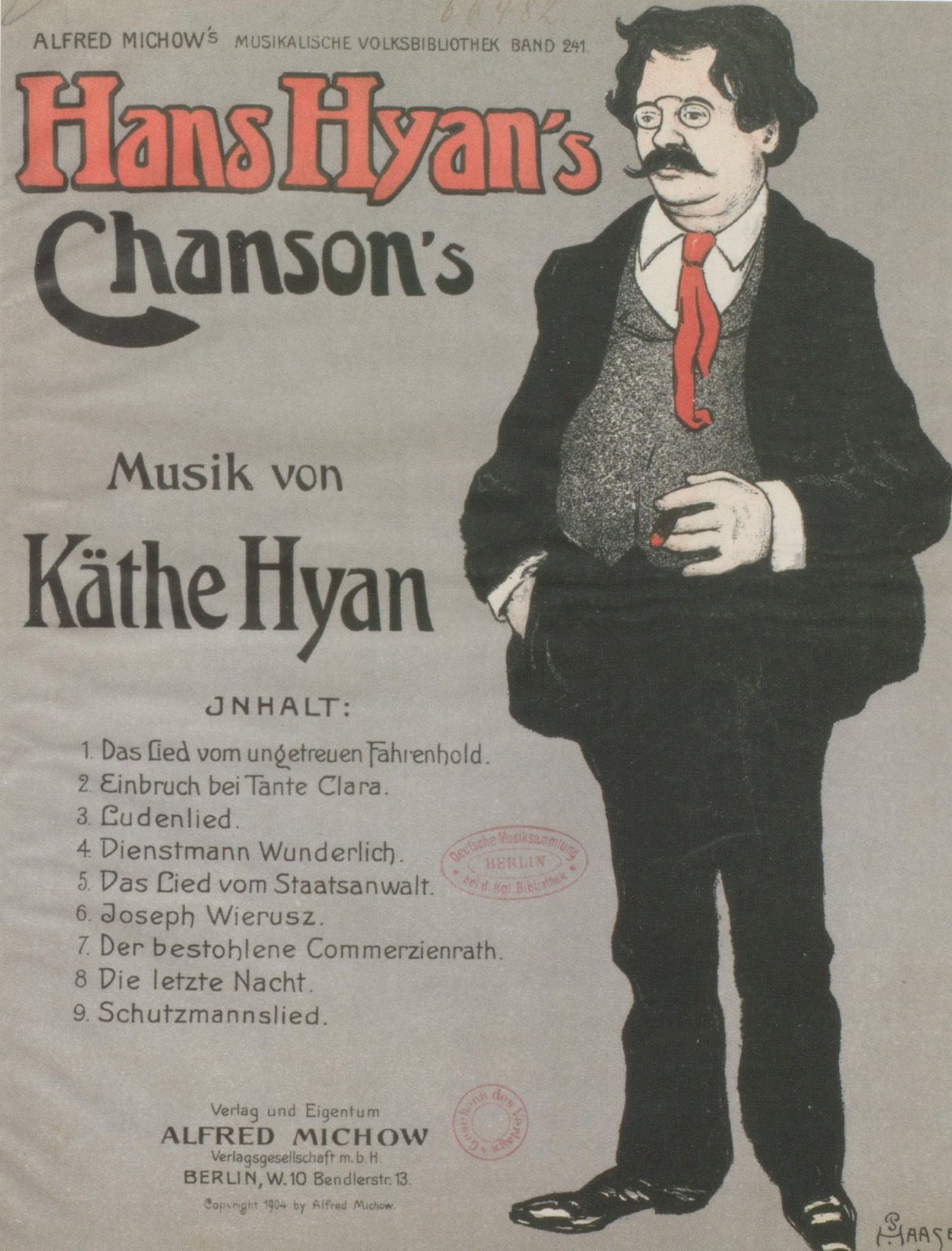
Paul Haase Titelblatt zu Hans Hyans Chansons. Musik von Käthe Hyan. Verlag Alfred Michow

Franziska Katharina Margaretha „Käthe“ Hyan, geborene Bocksch (geboren 1. Dezember 1875 in Berlin; gestorben Februar 1958 in Kingston upon Thames, Surrey, seit 1965 ein Stadtbezirk von London), war eine deutsche Liedkomponistin und Sängerin.

## Leben
Käthe war die Tochter des Schuhmachermeisters Konrad Bocksch und dessen Ehefrau Wally geborene Arper. Sie heiratete 1898 den Kabarettisten Hans Hyan (1868–1944), eine Tochter war die Sängerin Yvette Hyan, ein Enkel der Maler Jacques D. Hyan (1937–2008). 1901 gründeten beide das Kabarett Zur Silbernen Punschterrine in Schröder's Restaurant in Steglitz, vorher waren sie in Max Tilkes kurzlebigem Cabaret zum hungrigen Pegasus aufgetreten. Hyan vertonte Texte ihres Mannes und begleitete beider Vortrag mit der Laute. Von ihr sind auch Auftritte im Wiener Kabarett Fledermaus (1907) dokumentiert, Carl Leopold Hollitzer entwarf für sie dort ein Biedermeierszenarium, Peter Altenberg und Oscar A. H. Schmitz erinnerten sich an ihren Auftritt. 1919 ließen sich die Eheleute scheiden. Aus dem Jahr 1920 sind Auftritte im Linden-Cabaret in Berlin überliefert.
Mit ihrem zweiten Ehemann, dem Innenarchitekten Friedrich Jakob „Fritz“ Kohlberg (1893–1961), eröffnete sie in Berlin das Kabarett Kunstasyl.
1937 emigrierten beide nach England. Dort waren sie 1939 in Kingston upon Thames als Hausfrau Kate Kohlberg und Architekt Friedrich Kohlberg registriert. Kate Kohlberg starb 1958 im Alter von 82 Jahren, ihr Ehemann drei Jahre später 68-jährig.

## Werke (Auswahl)
- Lieder aus alter Zeit. Leipzig o. J.
- mit Rudolf Presber: Das Schreiberlein zu Osnabrück. Leipzig : Scharfrichter, 1910
- Lied eines Postkutschers. Leipzig : Scharfrichter, 1910
- Die junge Königin und andere Lieder zur Laute. Leipzig : Scharfrichter, o. J.
- mit Hans Hyan: Schlossermaxe : Posse mit Gesang in vier Akten. Berlin : Österheld, 1913
- Alt-Berlin in Wort und Lied. Berlin : Ullstein, 1924